# Искатель (журнал)
Искатель (чит. Іскатєль; укр. Шукач) — радянський і російський щомісячний журнал, започаткований в 1961 році як додаток до науково-популярного журналу «Навколо світу».

## Тематика
Журнал публікує  сучасні фантастичні, пригодницькі, детективні, військово-патріотичні твори, науково-популярні нариси і статті.  Вміщує незаслужено забуті сторінки книг минулих років, пропонує якісні переклади  фантастичної і пригодницької прози відомих зарубіжних авторів.

## Історія
Заснований у 1961 році як літературний додаток до географічного науково-популярного журналу «Навколо світу».  З 1996 року - незалежне видання, в якому публікувалися і публікуються твори майстрів фантастичної і пригодницької літератури. На сторінках журналу публікували  твори російські автори  Дмитро Біленкін, Кир  Буличов, Григорій Гребнєв, Георгій Гуревич, Анатолій Дніпров, Михайло Ємцев і Єремій Парнов, Лазар  Лагін, Ольга Ларіонова, Георгій Мартинов, Володимир Михайлов, Роман Подольний, брати Стругацькі, Лев Успенський та ін, а також автори фантастики з інших союзних респіблік (Ходжиакбар Шайхов, Ігор Росоховатський, Володимир Михановський та багато інших). Вміщувались переклади творів відомих зарубіжних авторів: американського фантаста Айзека Азімова, американського детектива Вільяма Айриша, американського письменника-фантаста Рея Бредбері, американського класика детективного жанру Ерла Стенлі Гарднера, французького письменника-фантаста Франсіса Карсака, англійського автора науково-фантастичних книг Артура Кларка, англійської авторки детективних творів Агати Крісті, польського письменника-фантаста Станіслава Лема, американського письменника Сінклера Льюїса, американського фантаста Кліффорда Сімака, французького детектива Жоржа Сіменона, американського детектива Рекса Стаута, англійського детектива  Джеймса Гедлі Чейза, англійського письменника Ґілберта Кіта Честертона, американського фантаста Роберта Шеклі та інших. В 1961—1972 і 1978 роках в рубриці «Гортаючи давні сторінки» друкувались незаслужено забуті  пригодницькі та фантастичні твори минулих років.
Найбільший тираж журналу був у 1967 році — 400000 екземплярів. Тривалий час, з 1974 до 1986 року, головним редактором журналу був радянський письменник-фантаст Володимир Рибін.